# Philodoria ureraella
Philodoria ureraella är en fjärilsart som först beskrevs av Otto Herman Swezey 1915.  Philodoria ureraella ingår i släktet Philodoria och familjen styltmalar. Inga underarter finns listade i Catalogue of Life.